# 후지와라 자쿠로
후지와라 자쿠로 (한국명: 자루비/서루비)는 베리베리 뮤우뮤우의 등장인물이다. 애니메이션에서 목소리를 연기한 성우는 일본판은 노다 준코과 이시이 모모카이고 한국판은 김지혜과 사문영이다.

## 개요
베리베리 뮤우뮤우의 등장인물. 국내명은 자루비(구작판) 서루비(신작판). 영문판은 르네 로버츠(Renee Roberts).
이미지 컬러는 보라색. 특기는 6개 언어(일본어, 영어, 중국어, 스페인어, 프랑스어, 독일어). 좋아하는 음식은 수박, 우유, 치즈케이크, 지금 가지고 싶은 것은 연예인의 꿈을 이루는 것. 이름의 유래는 석류.

## 특징
아주 침착하고 어른스러운 성격을 가진 데다가 뛰어난 미모를 지닌 모델. 소위 말하는 6개 국어를 구사할 정도로 어학적 능력이 뛰어난 캐릭터로 탤런트, 모델로도 활동 중이다. 공적인 자리에서는 팬들에게 매우 친절하고 상냥한 면모를 보이나 실제로는 그렇게 외향적인 성향은 아니기 때문에 타인에게는 무뚝뚝하고 차가운 면모를 드러낸다. 신작 기준으로 아이돌 인기 가수로 활동하고 있는 중이다.
동물원에서 괴롭힘을 당하는 레타스를 구하려다가 지진으로 늑대 유전자가 몸 속으로 들어가 뮤우뮤우가 된다(만화책판). TV판에서는 어떻게 유전자를 받게 되었는지 명시되지 않았다. 이미 뮤 자쿠로로서 변신할 수 있었으나 합류는 다소 늦었다.
그녀가 이런 성격이 된 것은 과거에 친하게 지내던 지인이 강도에게 살해당한 경험이 있기에 이러한 영향으로 인해서 무뚝뚝하고 차가운 성격이 된 듯하다. 따라서 처음에는 동료는 필요없다고 말할정도로 단독 생활을 고집하며 이치고 일행을 굉장히 냉정하게 대한다. 이런 부분 때문에 이치고 일행과 초반에 트러블이 생기기도. 하지만 본래 심성 자체는 선하기 때문에 시간이 지나면서 차가운 부분은 조금씩 완화되어 가며 점차 이치고와 친해지게 되면서 이치고의 고민 상담도 들어주고 진지하게 조언도 해준다. 거기다가 아이들에겐 굉장히 친절하다.
여담으로 뮤우뮤우 중에서 나이가 가장 많은 맏언니이며, 민트는 그녀의 광팬이라 자쿠로를 매우 잘 따른다. 이치고가 킷슈 때문에 자신을 위해 싸우는 것을 알고 합류했으며 카페 뮤우뮤우에 마지막에 합류하고 카페에서 일을 하면서 믿음직스러운 맏언니의 역할을 하고 있다.